# Comité Nacional Olímpico y Deportivo Nigerino
El Comité Olímpico y Nacional Deportivo Nigerino (en francés: Comité Olympique et Sportif National du Niger, COSNI) es el responsable de la participación de Níger en los Juegos Olímpicos. Durante los Juegos Olímpicos de verano 2012 en Londres, su presidente fue Issaka Idé. Es miembro de la Asociación de Comités Olímpicos Nacionales de África y fue fundado en 1964.